# Marie Capoy
Marie Capoy foi uma cantora, conferencista, pianista, professora de dicção e comediante de salão francesa. Ativa nos palcos na segunda metado do século IXX e  princípio do século XX, trabalhou com vários compositores de sua época e recebeu a dedicatória de Cécile Chaminade na canção Voeu suprême publicada em 1910 por Enoch & Cie..